# Atletismo nos Jogos Pan-Americanos de 1967 - Arremesso de peso masculino
A prova do arremesso de peso masculino nos Jogos Pan-Americanos de 1967 foi realizada em Winnipeg, Canadá.

## Medalhistas
| Ouro                            | Prata                              | Bronze                 |
| Randy Matson USA Estados Unidos | Neil Steinhauer USA Estados Unidos | David Steen CAN Canadá |

## Resultados
| Posição           | Nome                | Nacionalidade      | Marca | Notas |
| ----------------- | ------------------- | ------------------ | ----- | ----- |
| Medalha de ouro   | Randy Matson        | USA Estados Unidos | 19.83 |       |
| Medalha de prata  | Neil Steinhauer     | USA Estados Unidos | 19.45 |       |
| Medalha de bronze | David Steen         | CAN Canadá         | 18.51 |       |
| 4                 | George Puce         | CAN Canadá         | 18.48 |       |
| 5                 | José Carlos Jacques | BRA Brasil         | 16.25 |       |
| 6                 | Mario Peretti       | ARG Argentina      | 15.63 |       |